# Samsung Galaxy Z Fold 3

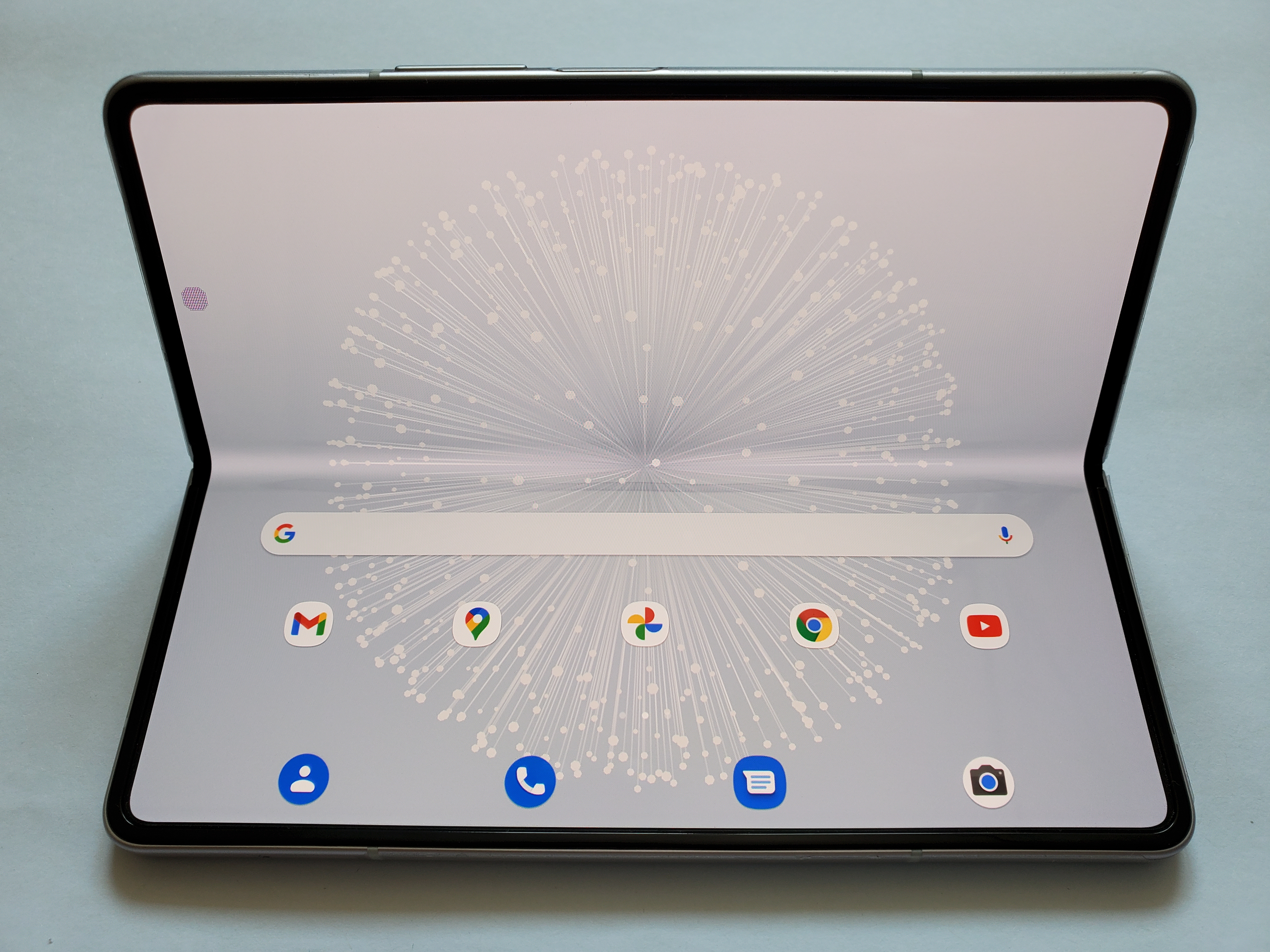
Samsung Galaxy Z Fold 3 (front)

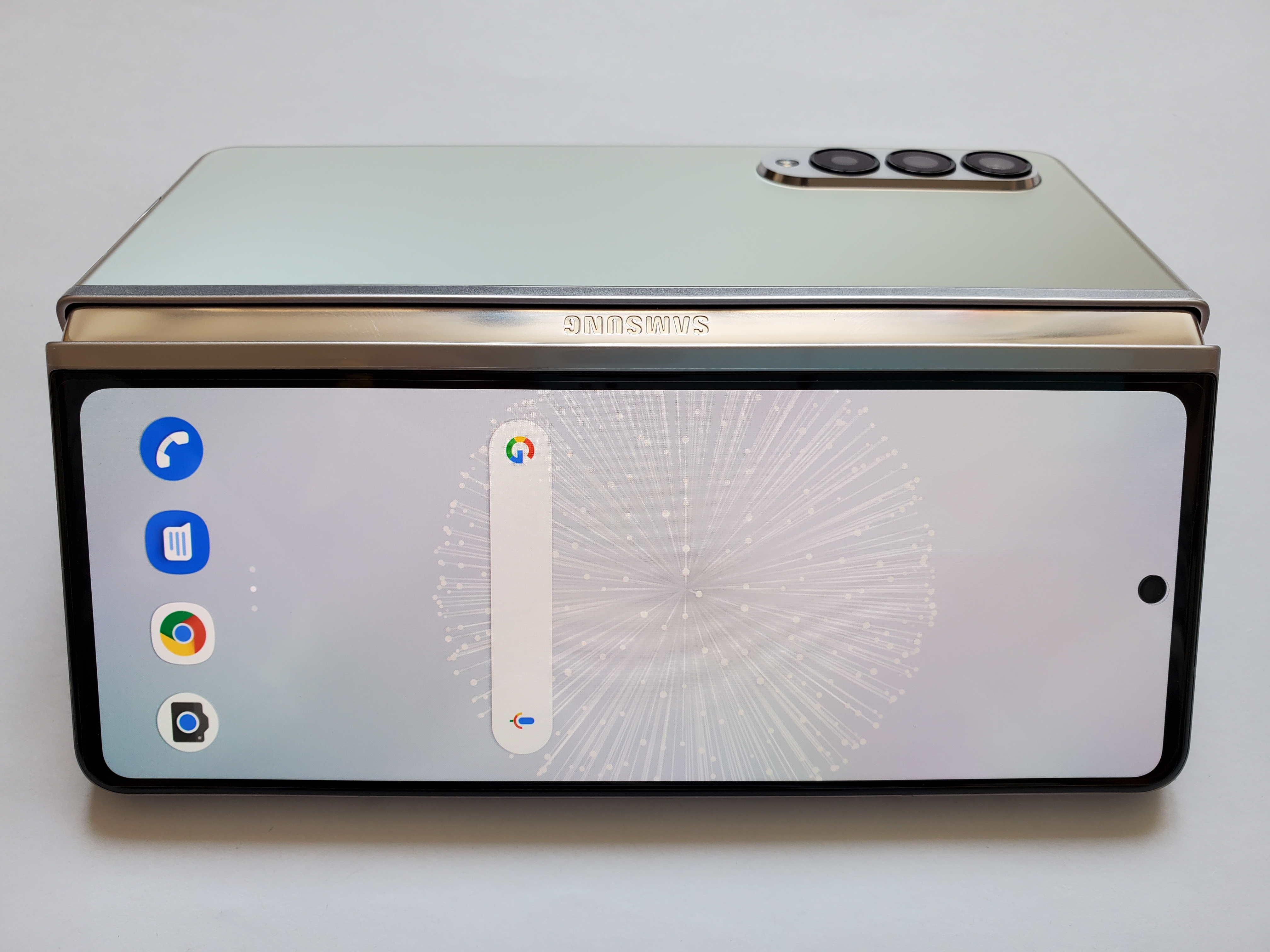
Samsung Galaxy Z Fold 3 (rear)

Samsung Galaxy Z Fold 3 は、サムスン電子が販売するスマートフォン、Galaxyシリーズの1つで、折りたたむことができるフォルダブルスマートフォンである。 サムスン電子が2021年8月11日、Z Flip3と同時にGalaxyUnpackedで発表した。バルト三国では、Zが除かれた名称になっている。